# Ginástica de trampolim nos Jogos Olímpicos de Verão da Juventude de 2010 - Feminino
A competição da ginástica de trampolim feminina nos Jogos Olímpicos de Verão da Juventude de 2010 foi realizada no dia 20 de agosto no Bishan Sports Hall, em Singapura. A fase de qualificação foi composta por duas rotinas no trampolim. Uma deveria apresentar os elementos obrigatórios, enquanto que a outra era com movimentos livres. Foram avaliados a dificuldade e a execução dos movimentos. As oito melhores ginastas da fase de qualificação avançaram par a final, que consistiu de uma única rotina.

## Medalhistas
| Ouro   | CHN Dong Yu               |
| Prata  | BLR Sviatlana Makshtarova |
| Bronze | JPN Chisato Doihata       |

## Resultados
| Pos.              | Ginasta                   | Qualificação | Qualificação | Qualificação | Qualificação | Final       | Final       |
| Pos.              | Ginasta                   | 1ª rotina    | 2ª rotina    | Total        | Pos.         | Result.     | Pos.        |
| ----------------- | ------------------------- | ------------ | ------------ | ------------ | ------------ | ----------- | ----------- |
| Medalha de ouro   | CHN Dong Yu               | 28.800       | 39.600       | 68.400       | 1º           | 39.900      | 1º          |
| Medalha de prata  | BLR Sviatlana Makshtarova | 27.500       | 37.100       | 64.600       | 3º           | 37.700      | 2º          |
| Medalha de bronze | JPN Chisato Doihata       | 26.600       | 35.800       | 62.400       | 4º           | 36.700      | 3º          |
| 4º                | CAN Mariah Madigan        | 27.100       | 34.400       | 61.500       | 5º           | 35.600      | 4º          |
| 5º                | USA Savannah Vinsant      | 27.200       | 37.400       | 64.600       | 2º           | 33.500      | 5º          |
| 6º                | AUS Madeleine Johnson     | 26.100       | 32.300       | 58.400       | 7º           | 33.400      | 6º          |
| 7º                | SUI Simone Scherer        | 25.700       | 32.300       | 58.000       | 8º           | 31.200      | 7º          |
| 8º                | BRA Daienne Lima          | 23.800       | 34.800       | 58.600       | 6º           | 26.400      | 8º          |
| -                 | UKR Diana Klyuchnyk       | 22.900       | 34.100       | 57.000       | 9º           | Não avançou | Não avançou |
| -                 | NED Denise Liefting       | 25.800       | 29.900       | 55.700       | 10º          | Não avançou | Não avançou |
| -                 | RSA Iolanthea Louw        | 21.900       | 18.800       | 40.700       | 11º          | Não avançou | Não avançou |
| -                 | GER Leonie Adam           | 26.400       | 10.800       | 37.200       | 12º          | Não avançou | Não avançou |